# Ботаническое (Раздольненский район)
Ботани́ческое  (до 1945 года Аи́п, до 1963 года Степное; укр. Ботанічне, крымскотат. Ayıp, Айып) — село в Раздольненском районе Республики Крым, центр Ботанического сельского поселения (согласно административно-территориальному делению Украины — Ботанического сельского совета Автономной Республики Крым)

## Население
| 2001 | 2014  |
| ---- | ----- |
| 2002 | ↘1661 |

Всеукраинская перепись 2001 года показала следующее распределение по носителям языка
| Язык             | Процент |
| ---------------- | ------- |
| русский          | 76.02   |
| украинский       | 21.73   |
| крымскотатарский | 1.9     |
| другие           | 0.15    |

### Динамика численности
| - 1806 год — 298 чел. - 1864 год — 174 чел. - 1889 год — 240 чел. - 1892 год — 194 чел. - 1900 год — 146 чел. - 1915 год — 284 чел. - 1926 год — 304 чел. | - 1939 год — 384 чел. - 1974 год — 1294 чел. - 1989 год — 2028 чел. - 2001 год — 2002 чел. - 2009 год — 1923 чел. - 2014 год — 1661 чел. |

## Современное состояние
На 2016 год в Ботаническом числится 20 улиц; на 2009 год, по данным сельсовета, село занимало площадь 123,4 гектара, количество дворов — 664. В селе действуют средняя общеобразовательная школа, детский сад «Ромашка», сельский дом культуры, библиотека, отделение почтовой связи, храм праведного Иоанна Кронштадтского. Ботаническое связано автобусным сообщением с райцентром и соседними населёнными пунктами.

## География
Ботаническое — большое село в северо-западной части района, в степном Крыму, в балке Ботаническая (сейчас — сбросовый коллектор Северо-Крымского канала), впадающей в Каркинитский залив Чёрного моря, высота центра села над уровнем моря — 11 м. Ближайшие населённые пункты — Червоное в 1 км на запад и райцентр Раздольное в 6 километрах (по шоссе) в том же направлении. Ближайшая железнодорожная станция — Красноперекопск (на линии Джанкой — Армянск) — примерно 36 километров. Транспортное сообщение осуществляется по региональной автодороге 35К-012 Черноморское — Воинка (по украинской классификации — Т-0107).

## История
Первое документальное упоминание села встречается в Камеральном Описании Крыма… 1784 года, судя по которому, в последний период Крымского ханства Аип входил в Мангытский кадылык Козловскаго каймаканства. После присоединения Крыма к России (8) 19 апреля 1783 года, (8) 19 февраля 1784 года, именным указом Екатерины II сенату, на территории бывшего Крымского ханства была образована Таврическая область и деревня была приписана к Евпаторийскому уезду. После павловских реформ, с 1796 по 1802 год входила в Акмечетский уезд Новороссийской губернии. По новому административному делению, после создания 8 (20) октября 1802 года Таврической губернии, Аип был включён в состав Джелаирской волости Евпаторийского уезда.
По Ведомости о волостях и селениях, в Евпаторийском уезде с показанием числа дворов и душ… от 19 апреля 1806 года в деревне Аип числилось 48 дворов, 294 крымских татарина и 4 ясыров. На военно-топографической карте генерал-майора Мухина 1817 года деревня Аип обозначена с 56 дворами. После реформы волостного деления 1829 года Аип, согласно «Ведомости о казённых волостях Таврической губернии 1829 года» отнесли к Атайской волости (переименованной из Джелаирской). На карте 1836 года в деревне 35 дворов, а на карте 1842 года деревня Аип обозначена с 55 дворами.
В 1860-х годах, после земской реформы Александра II, деревню приписали к Биюк-Асской волости. Согласно «Памятной книжке Таврической губернии за 1867 год», деревня была покинута жителями, вследствие эмиграции крымских татар, особенно массовой после Крымской войны 1853—1856 годов, в Турцию и вновь заселена татарами. В «Списке населённых мест Таврической губернии по сведениям 1864 года», составленном по результатам VIII ревизии 1864 года, Аип — владельческая татарская деревня, с 19 дворами, 174 жителями и мечетью при колодцах. По обследованиям профессора А. Н. Козловского 1867 года, вода в половине колодцев деревни была пресная, в половине — «соленоватая» а их глубина колебалась от 2,5 до 8 саженей (5—17 м). На трёхверстовой карте Шуберта 1865—1876 года в деревне Аип обозначено 20 дворов). В «Памятной книге Таврической губернии 1889 года», по результатам Х ревизии 1887 года, в деревне Аип числилось 47 дворов и 240 жителей. Согласно «…Памятной книжке Таврической губернии на 1892 год», в деревне Аип, входившей в Аипский участок, было 194 жителя в 33 домохозяйствах.
Земская реформа 1890-х годов в Евпаторийском уезде прошла после 1892 года, в результате Аип приписали к Коджанбакской волости. Сохранился документ о выдаче ссуды неким Бредихиным  под залог залог участка пустопорожней земли при деревне Аип от 22 ноября 1893 года.
По «…Памятной книжке Таврической губернии на 1900 год» в деревне числилось 310 жителей в 52 дворах. По Статистическому справочнику Таврической губернии. Ч.II-я. Статистический очерк, выпуск пятый Евпаторийский уезд, 1915 год, в селе Аип (вакуф соборной мечети) Коджамбакской волости Евпаторийского уезда числилось 65 дворов (все дворы безземельные) с немецким населением в количестве 284 человека приписных жителей, из которых 236 мужчин и 248 женщин. Жители землёй не владели, но за селением числилось 1380 десятин земли. В хозяйствах имелось 165 лошадей, 16 волов, 38 коров и 347 голов мелкого скота.
После установления в Крыму Советской власти, по постановлению Крымревкома от 8 января 1921 года № 206 «Об изменении административных границ» была упразднена волостная система и в составе Евпаторийского уезда был образован Бакальский район, в который включили село, а в 1922 году уезды получили название округов. 11 октября 1923 года, согласно постановлению ВЦИК, в административное деление Крымской АССР были внесены изменения, в результате которых округа были отменены, Бакальский район упразднён и село вошло в состав Евпаторийского района. Согласно Списку населённых пунктов Крымской АССР по Всесоюзной переписи 17 декабря 1926 года, в селе Аип, центре Аипского сельсовета Евпаторийского района, числилось 83 двора, из них 81 крестьянский, население составляло 304 человека, из них 293 татарина, 6 украинцев, 1 русский, 4 немца, действовала татарская школа. Постановлением ВЦИК РСФСР от 30 октября 1930 года был создан Фрайдорфский еврейский национальный (лишённый статуса национального постановлением Оргбюро ЦК КПСС от 20 февраля 1939 года) район и село включили в его состав, а после создания в 1935 году Ак-Шеихского района (переименованного в 1944 году в Раздольненский) Аип включили в его состав. По данным всесоюзная перепись населения 1939 года в селе проживало 384 человека.
В годы Великой Отечественной войны на фронтах сражались 81 житель Аипа, 35 из них погибли, 45 человек награждены орденами и медалями. В их честь в 1975 году в селе установлен памятный знак работы скульптора Яблонской Элеоноры Александровны, высотой 4,5 м, представляющий собой монолитную группу воинов и символическую женскую фигуру, олицетворяющую Родину. Постановлением Совета министров Республики Крым № 627 от 20 декабря 2016 года памятник отнесён к категории объектов культурно-исторического наследия России регионального значения.
В 1944 году, после освобождения Крыма от фашистов, согласно Постановлению ГКО № 5859 от 11 мая 1944 года, 18 мая крымские татары были депортированы в Среднюю Азию. Указом Президиума Верховного Совета РСФСР от 21 августа 1945 года Аип был переименован в Степное и Аипский сельсовет — в Степновский. С 25 июня 1946 года Степное в составе Крымской области РСФСР. Село, в послевоенные годы, относилось к 4-му отделению совхоза «Раздольненский», занимавшемуся выращиванием зерновых культур. В 1951—1952 годах в селе специалистами из Никитского ботанического сада был заложен экспериментальный сад, что, впоследствии, послужило основанием для присвоения современного названия. 26 апреля 1954 года Крымская область была передана из состава РСФСР в состав УССР. В 1957 году в село стали прибывать первые переселенцы из Ровенской, Хмельницкой и других областей Украины, а также из различных областей России и Белоруссии. Время упразднения сельсовета и включения в Ковыльновский пока не установлено: на 15 июня 1960 года село уже числилось в его составе.
Указом Президиума Верховного Совета УССР «Об укрупнении сельских районов Крымской области», от 30 декабря 1962 года Раздольненский район был упразднён и село присоединили к Черноморскому. В 1963 году (согласно справочнику «Крымская область. Административно-территориальное деление на 1 января 1968 года» — в период с 1954 по 1968 год) Степное было переименовано в Ботаническое. 1 января 1965 года, указом Президиума ВС УССР «О внесении изменений в административное районирование УССР — по Крымской области», вновь включили в состав Раздольненского. В 1965 году, после проведения в район Северо-Крымского канала, был организован совхоз «Рисовый» с центральной усадьбой в селе Ботаническое, с 1967 года Ботаническое — центр сельсовета. По данным переписи 1989 года в селе проживало 2028 человек. С 12 февраля 1991 года село в восстановленной Крымской АССР, 26 февраля 1992 года переименованной в Автономную Республику Крым. С 21 марта 2014 года в составе Крыма аннексировано Россией.